# Marcel Marlier
Marcel Marlier (Mouscron, 18 novembre 1930 – Tournai, 18 gennaio 2011) è stato un artista, illustratore e fumettista belga.

## Biografia
Concluse gli studi nel 1951 a pieni voti presso Saint-Luc de Tournai, dove tornò due anni dopo come insgegnante.
L'editore belga La Procure à Namur organizzò un concorso di disegno, interessati a trovare artisti di talento per illustrare opere per bambini in età scolare. Marlier vinse il concorso. Ne risultarono due libri che guidarono un'intera generazione di bambini belgi nei primi anni di scuola, I Read with Michel and Nicole e I Calculate with Michel and Nicole. La collaborazione tra Marlier e la casa editrice durò più di 25 anni.
Pierre Servais della casa editrice Casterman cominciò a notare le sue illustrazioni nel 1951 e gli suggerì di illustrare una serie di libri per bambini. Il risultato furono edizioni dei libri di avventure di Alexandre Dumas. Seguirono nel 1953 le illustrazioni per un libro di Jeanne Cappe su due conigli molto simili. Marlier prese parte anche alla serie Farandole, destinata ai bambini.
Dal 1954, Marlier ha illustrato la serie per bambini Martine, collana di libri scritta da Gilbert Delahaye e contenente oltre 50 volumi ed è stata tradotta in numerose lingue. 
Nel 1969 Marlier ha anche creato la sua serie di libri per bambini, Jean-Lou e Sophie.
Morì a Tournai il 18 gennaio 2011 all'età di 80 anni.